# Larissa Pacheco
Larissa Moreira Pacheco (Belém, 7 de septiembre de 1994) es una artista marcial mixta brasileña que actualmente compite en la categoría de peso pluma de PFL, donde es la Campeona Mundial de Peso Pluma Femenino de PFL de 2023 y la Campeona Mundial de Peso Ligero Femenino de PFL de 2022.

## Carrera de artes marciales mixtas

### Carrera temprana
A los 15 años, Larissa se enamoró de las artes marciales cuando empezó en el muay thai. Larissa comenzó a entrenar diariamente, y un año después, tuvo su primera pelea amateur. Peleando 3 veces más en 2012, en 2013, peleó 5 veces, con Larissa entrando a Jungle Fight, y ganando el Campeonato Peso Gallo Femenino de Jungle Fight contra Irene Aldana en Jungle Fight 63 .

### Professional Fighters League

#### Temporada 2019
Pacheco debutó en PFL contra Kayla Harrison el 9 de mayo de 2019 en PFL 1. Pacheco perdió por la pelea por decisión unánime.
Pacheco luego enfrentó a Bobbi Jo Dalziel en PFL 4 el 11 de julio de 2019. Ganó la pelea por armbar en el primer asalto.
Logrando llegar a las semifinales, Pacheco enfrentó a la veterana de UFC Sarah Kaufman en PFL 7 el 11 de octubre de 2019. Ganó la pelea por decisión unánime.
Pacheco tuvo una revancha con Kayla Harrison en la final del torneo de Peso Ligero Femenino en PFL 10 el 31 de diciembre de 2019. Pacheco perdió la pelea por decisión unánime.

#### Temporada 2021
Pacheco regresó a PFL contra Julija Pajić en PFL 3 el 6 de mayo de 2021. Ganó la pelea por TKO en menos de un minuto.
Pacheco enfrentó a Olena Kolesnyk el 25 de junio de 2021 en PFL 6. Ganó la pelea por KO en el primer asalto.
Pacheco fue programada para enfrentar a Taylor Guardado en las Semifinales del torneo de Peso Ligero Femenino el 19 de agosto de 2021 en PFL 8. Durante el pesaje, Pacheco pesó 2 libras sobre el límite y fue removida del torneo.

#### Temporada 2022
Pacheco enfrentó a Zamzagul Fayzallanova el 6 de mayo de 2022, en PFL 3. Ganó la pelea por TKO en el primer asalto.
Pacheco enfrentó a Genah Fabian el 1 de julio de 2022, en PFL 6. Ganó la pelea por TKO en el primer asalto.
Pacheco enfrentó a Olena Kolesnyk en las Semifinales del torneo de Peso Ligero Femenino el 20 de agosto de 2022, en PFL 9. Ganó al pelea por TKO en el primer asalto.
Pacheco enfrentó a Kayla Harrison en una trilogía en la Final del torneo de Peso Ligero Femenino el 25 de noviembre de 2022, en PFL 10. Ganó la pelea, el título y el millón de dólares de premio por decisión unánime.

#### Temporada 2023
Pacheco enfrentó a Julia Budd el 7 de abril de 2023, en PFL 2. Ganó la pelea por decisión unánime. 
Pacheco enfrentó a Amber Leibrock el 16 de junio de 2023, en PFL 5. Ganó la pelea por TKO en 45 segundos del primer asalto.
Pacheco enfrentó a Olena Kolesnyk en las semifinales del torneo de peso pluma femenino el 18 de agosto de 2023, en PFL 8. Ganó la pelea por TKO en el primer asalto. 
Pacheco enfrentó a Marina Mokhnatkina en la final del torneo de peso pluma femenino. Ganó la pelea, el título y el millón de dólares de premio por decisión unánime, convirtiéndose a su vez en la primera campeona de dos divisiones en la historia de PFL.

#### 2024
Pacheco está programada para enfrentar a la Campeona Mundial de Peso Pluma Femenino de Bellator Cris Cyborg el 19 de octubre de 2024, en PFL Super Fights: Battle of the Giants.

## Campeonatos y logros
- Professional Fighters League
  - Campeonato de Peso Ligero Femenino de PFL de 2023
  - Campeonato de Peso Ligero Femenino de PFL de 2022
- Jungle Fight
  - Campeonato de Peso Gallo Femeninio de Jungle Fight (Una vez)[1]
    - Una defensa titular exitosa
- Watch Out Combat Show
  - Campeonato de Peso Pluma de WOCS (Una vez)[1]
- Sherdog
  - Sorpresa del Año 2022 vs. Kayla Harrison[28]
- Cageside Press
  - Sorpresa del Año 2022 vs. Kayla Harrison[29]

## Récord en artes marciales mixtas
| Resultado | Récord | Oponente                | Método                      | Evento                                | Fecha                    | Ronda | Tiempo | Localización                | Notas                                                                  |
| --------- | ------ | ----------------------- | --------------------------- | ------------------------------------- | ------------------------ | ----- | ------ | --------------------------- | ---------------------------------------------------------------------- |
|           |        | Cris Cyborg             |                             | PFL Super Fight PPV                   | 19 de octubre de 2024    |       |        | Riad                        | Por el Campeonato de Peso Pluma Femenino de PFL Super Fights.          |
| Victoria  | 23–4   | Marina Mokhnatkina      | Decisión (unánime)          | PFL 10                                | 24 de noviembre de 2023  | 5     | 5:00   | Washington D. C.            | Ganó el Torneo de Peso Pluma Femenino de PFL de 2023.                  |
| Victoria  | 22–4   | Olena Kolesnyk          | TKO (golpes)                | PFL 8                                 | 18 de agosto de 2023     | 1     | 0:14   | Nueva York, Nueva York      | Semifinales del Torneo de Peso Pluma Femenino de PFL de 2023.          |
| Victoria  | 21–4   | Amber Leibrock          | TKO (golpes)                | PFL 5                                 | 16 de junio de 2023      | 1     | 0:45   | Atlanta, Georgia            |                                                                        |
| Victoria  | 20–4   | Julia Budd              | Decisión (unánime)          | PFL 2                                 | 7 de abril de 2023       | 3     | 5:00   | Las Vegas, Nevada           | Regreso a peso pluma.                                                  |
| Victoria  | 19–4   | Kayla Harrison          | Decisión (unánime)          | PFL 10                                | 25 de noviembre de 2022  | 5     | 5:00   | Nueva York, Nueva York      | Ganó el Torneo de Peso Ligero Femenino de PFL de 2022.                 |
| Victoria  | 18–4   | Olena Kolesnyk          | TKO (golpes)                | PFL 9                                 | 20 de agosto de 2022     | 1     | 2:09   | Londres                     | Semifinales del Torneo de Peso Pluma Femenino de PFL de 2022.          |
| Victoria  | 17–4   | Genah Fabian            | TKO (golpes)                | PFL 6                                 | 1 de julio de 2022       | 1     | 2:39   | Atlanta, Georgia            |                                                                        |
| Victoria  | 16–4   | Zamzagul Fayzallanova   | TKO (golpes)                | PFL 3                                 | 6 de mayo de 2022        | 1     | 1:25   | Arlington, Texas            |                                                                        |
| Victoria  | 15–4   | Olena Kolesnyk          | KO (puñetazo)               | PFL 6                                 | 25 de junio de 2021      | 1     | 4:48   | Atlantic City, Nueva Jersey | Pelea en peso pactado (157.6 lbs). Kolesnyk no dio el peso.            |
| Victoria  | 14–4   | Julija Pajic            | TKO (golpes)                | PFL 3                                 | 6 de mayo de 2021        | 1     | 0:51   | Atlantic City, Nueva Jersey |                                                                        |
| Derrota   | 13–4   | Kayla Harrison          | Decisión (unánime)          | PFL 10                                | 31 de diciembre de 2019  | 5     | 5:00   | Nueva York, Nueva York      | Final de Peso Ligero Femenino de PFL de 2019.                          |
| Victoria  | 13–3   | Sarah Kaufman           | Decisión (unánime)          | PFL 7                                 | 11 de octubre de 2019    | 3     | 5:00   | Las Vegas, Nevada           | Semifinales del Torneo de Peso Pluma Femenino de PFL de 2019.          |
| Victoria  | 12–3   | Bobbi Jo Dalziel        | Sumisión (armbar)           | PFL 4                                 | 11 de julio de 2019      | 1     | 2:31   | Atlantic City, Nueva Jersey |                                                                        |
| Derrota   | 11–3   | Kayla Harrison          | Decisión (unánime)          | PFL 1                                 | 9 de mayo de 2019        | 3     | 5:00   | Uniondale, Nueva York       | Debut en peso ligero.                                                  |
| Victoria  | 11–2   | Karol Rosa              | Sumisión (guillotine choke) | Watch Out Combat Show 49              | 24 de marzo de 2018      | 2     | 2:59   | Río de Janeiro              | Ganó el Campeonato Vacante de Peso Pluma de WOCS. Pelea en peso pluma. |
| Derrota   | 10–2   | Germaine de Randamie    | TKO (golpes)                | UFC 185                               | 14 de marzo de 2015      | 2     | 2:02   | Dallas, Texas               |                                                                        |
| Derrota   | 10–1   | Jéssica Andrade         | Sumisión (guillotine choke) | UFC Fight Night: Bigfoot vs. Arlovski | 13 de septiembre de 2014 | 1     | 4:33   | Brasilia                    |                                                                        |
| Victoria  | 10–0   | Lizianne Silveira       | Sumisión (triangle choke)   | Jungle Fight 68                       | 5 de abril de 2014       | 3     | 2:25   | São Paulo                   | Defendió el Campeonato de Peso Gallo Femenino de Jungle Fight.         |
| Victoria  | 9–0    | Irene Aldana            | TKO (golpes)                | Jungle Fight 63                       | 21 de diciembre de 2013  | 3     | 1:50   | Belém                       | Ganó el Campeonato Vacante de Peso Gallo Femenino de Jungle Fight.     |
| Victoria  | 8–0    | Dinha Wollstaein        | TKO (golpes)                | Jungle Fight 59                       | 12 de octubre de 2013    | 1     | 0:36   | Río de Janeiro              |                                                                        |
| Victoria  | 7–0    | Monique Bastos          | Sumisión (keylock)          | Extreme Kombat 7                      | 17 de agosto de 2013     | 1     | 2:58   | Jacundá                     |                                                                        |
| Victoria  | 6–0    | Marcia Silva            | Sumisión (guillotine choke) | Gladiador Fight 3                     | 24 de mayo de 2013       | 2     | 1:50   | Augusto Corrêa              |                                                                        |
| Victoria  | 5–0    | Edileusa Correa         | Sumisión (triangle choke)   | Marituba Total Combat 1               | 8 de marzo de 2013       | 2     | 2:00   | Marituba                    |                                                                        |
| Victoria  | 4–0    | Thais Santana           | TKO (retiro)                | Ultimate Fight Imperatriz 3           | 18 de agosto de 2012     | 1     | 2:00   | Imperatriz                  |                                                                        |
| Victoria  | 3–0    | Laura Goncalves Pacheco | Sumisión (anaconda choke)   | Adrenalina Fight                      | 18 de agosto de 2012     | 1     | 1:30   | Ananindeua                  | Pelea en peso pactado (130 lbs).                                       |
| Victoria  | 2–0    | Alenice Correa Costa    | TKO (golpes)                | Ultimate Fight Tracuateua             | 6 de agosto de 2012      | 1     | 1:27   | Tracuateua                  | Debut en peso pluma.                                                   |
| Victoria  | 1–0    | Raquel Pitbull          | Sumisión (armbar)           | Marituba Fight                        | 13 de abril de 2012      | 1     | 1:30   | Marituba                    | Debut en peso gallo.                                                   |